# Distretto di Çorum
Il distretto di Çorum (in turco Çorum ilçesi) è uno dei distretti della provincia di Çorum, in Turchia.